# Хижани

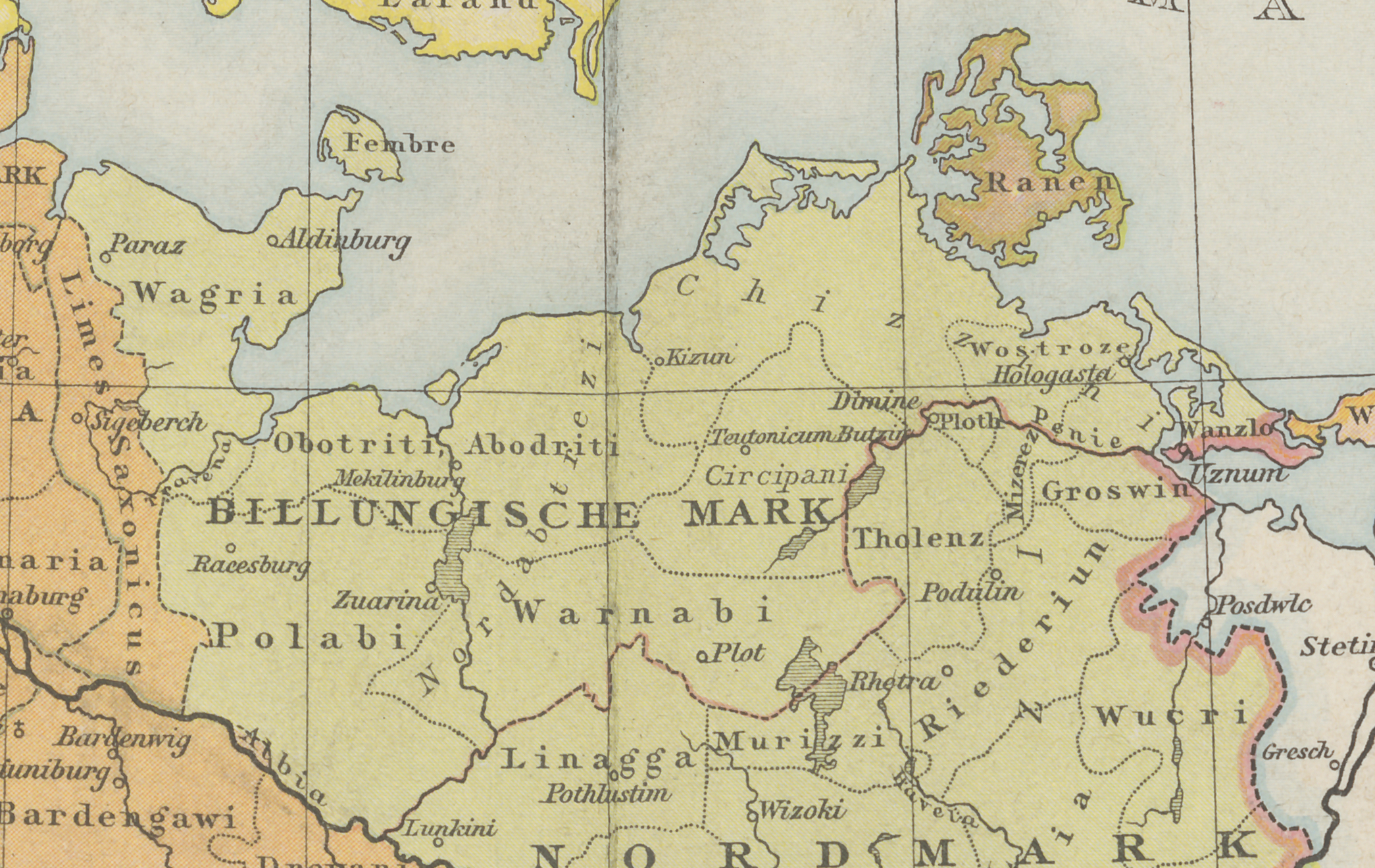
Землі хижан на мапі

Хижани або Кесини (Kessini, Chizzini) — давнє західнослов'янське плем'я, що входило до союзу Велетів й мешкали на узбережжі Балтійського моря, на північному сході сучасної Німеччини. Вони населяли землі між річками Варнов і Рекніц (Recknitz), сьогодні це територія розділена між німецьмики адміністративними районами з центром з містом Росток і Передньою Померанією-Рюген в федеральній землі Мекленбург-Передня Померанія.
Їх столиця була фортеця-городище, що знаходилось поблизу сучасного міста Кессін (Kessin) на схід від Ростока. Лінгвістично вони належали до полабських слов'ян. Назва хижани походить від слов'янського слова — хижа (рибальська хатина). Це слово перейшло в німецьку мову у формі Kietz.
Слов'янські поселення в регіоні були дуже поширені у VIII–IX столітті, і ця територія була заселена лютичами. Цей район став частиною Марка Біллунгів — князівства Саксонії у складі Священної Римської імперії в 936 році. В ході успішного повстання 983 року, племена велетів об'єднались у Лютицьку федерацію — союз декількох племен, заснована в Радогощі. Хижани стали найпівнічнішим з чотирьох племен, що склали ядро федерації, а інші три були: черезпеняни, ратари і доленчани (Tollensians).
У 1056–1057, це альянс розпався через внутрішню боротьбу між чотирма племенами. Західні сусіди хижан — Ободрицький союз, скористався результатами громадянської війни у Велетів й підкорив хижан разом з черезпенянами. Перебуваючи в Ободрицькому союзі протягом наступного десятиліття, хижани втрачали свою самоуправність, проте намагались боротись. Ободринці знайшли союзників проти хижан в особі саксів і данців, які зазнали невдач в двох походах саксонського герцога Лотар фон Шуплінбурга, які відбив хижанський князь Думар та його син 1114 року, та інший хижанський князь Светніполк (Sventipolk), 1121 року. Черезпеняни, колишні союзники хижан, брали активну участь в поході 1114 року на їх боці.
Спочатку хіжане і черезпеняне перемагали, але згодом їм завдали тяжкої поразки. Проте після великих втрат, їм вдалося відкупитися від саксів. Пізніше хіжане були таки підпорядковані бодричами і стали виплачувати їм данину.
Нарешті, задишки хижан були асимільовані німецькими племенами під час середньовічного походу німців на схід, які захопили землі Ободрицького союзу та створили герцогство Мекленбург у XII столітті.